# Hodbomont
Hodbomont  est un hameau de la commune belge de Theux située en Région wallonne dans la province de Liège.
Avant la fusion des communes de 1977, le hameau faisait déjà partie de la commune de Theux.

## Situation
Ce hameau ardennais se situe sur le versant nord du petit ruisseau de Wayot qui rejoint la Hoëgne à Theux à environ 2,5 km. Il avoisine le hameau de Mont situé sur la côte de Mont-Theux bien connue des cyclistes.

## Description
Hodbomont se compose de maisons, fermes et fermettes souvent construites en moellons de grès donnant une belle unité au hameau. Ces habitations s'étalent sur un versant assez pentu mais bien orienté. 

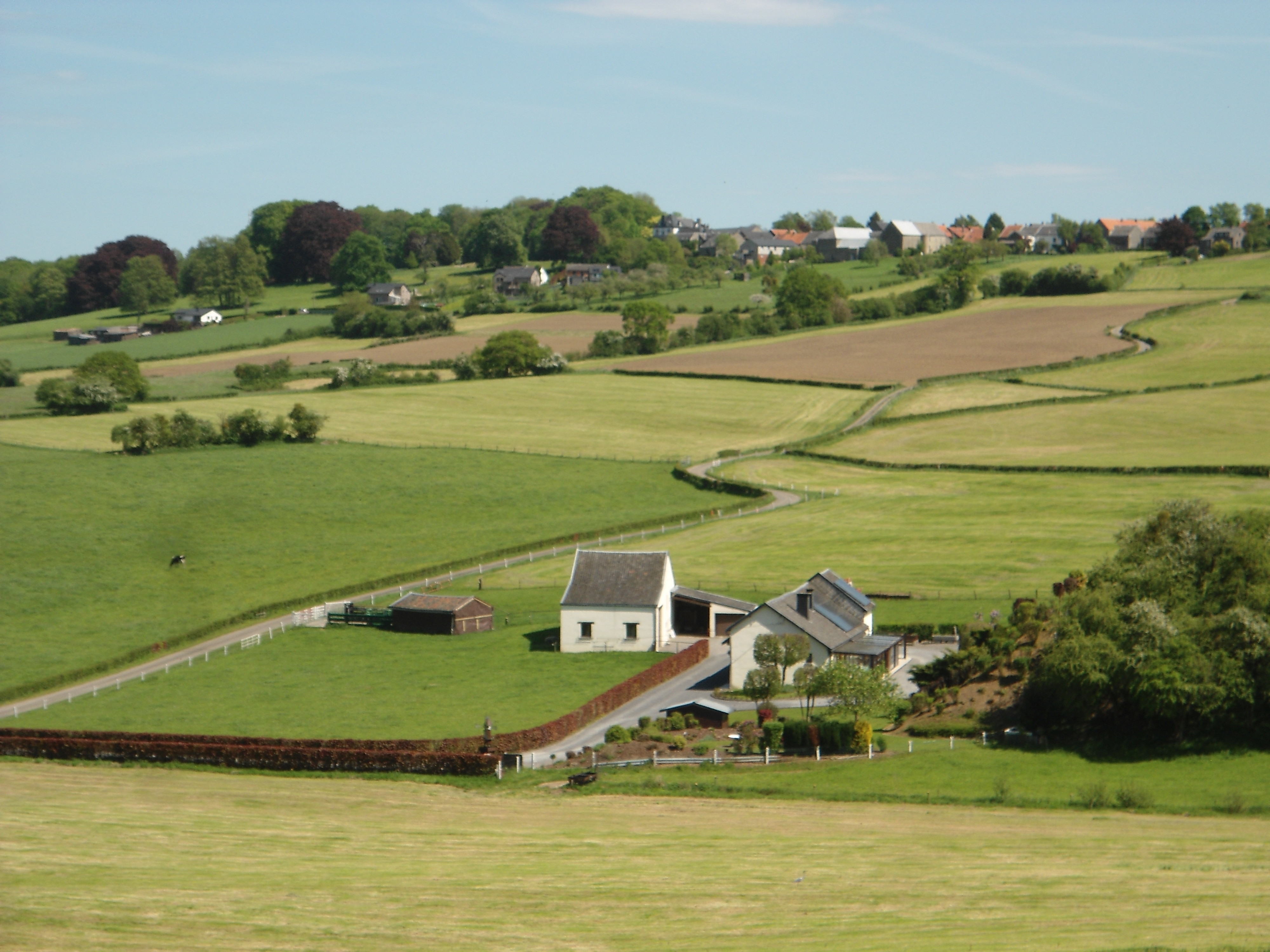
Le lieu-dit Al Machine

Parmi ces constructions, on remarque : 
- la ferme des Noyers, une ferme en carré datant de 1674 qui se trouve à côté d'un noyer[1].
- une petite chapelle consacrée à Sainte-Geneviève datée de 1736.
- le château-ferme construit dès 1764, devenu résidence hôtelière, sa chapelle, son domaine et ses étangs,
- un ancien moulin à eau avec sa roue à aubes toujours présente qui était alimentée par le ruisseau de Wayot,
- à l'est du hameau, au milieu des prairies, les bâtiments blancs du lieu-dit Al Machine qui doit son nom à la présence d'une machine à vapeur qui servait à l'extraction du minerai de fer.